# Tendla
Tendla ou Tenedla est une commune  de la wilaya d'El M'Ghair  en Algérie.

## Géographie

### Situation
Le territoire de la commune de Tendla est situé au nord-ouest de la wilaya. (à vérifier)
| El M'Ghair                              | Sidi Khellil | Sidi Khellil                 |
| Ras El Miaad, Besbes (wilaya de Biskra) | Tendla       | M'Naguer (wilaya de Ouargla) |
| M'Rara                                  | Djamaa       | Djamaa                       |

### Localités de la commune
La commune de Tendla est composée de deux localités :
- Arfiane El Bared
- Tendla